# Fábrica Claude-et-Duval
La fábrica Claude-et-Duval está ubicada en Saint-Dié-des-Vosges, en el departamento de Vosgos, en Francia. Es el único edificio industrial diseñado por Le Corbusier. Desde el 17 de julio de 2016 ha sido catalogado como Patrimonio de la Humanidad por la UNESCO junto con otras dieciséis obras bajo el título "La obra arquitectónica de Le Corbusier". 
En 2014, la compañía tenía 80 empleados.

## Historia
El director de la compañía, Jean-Jacques Duval (1913-2009), un ferviente admirador de las teorías urbanas de Le Corbusier, con el apoyo de algunos amigos industriales, hizo que fuera nombrado arquitecto urbanista de la ciudad el 19 de abril de 1945. Habiendo rechazado el municipio el proyecto de reconstrucción de la ciudad, Jean-Jacques Duval le pidió a Le Corbusier que diseñara el proyecto de reconstrucción para la fábrica textil 44 desencadenado por la ocupación de las fuerzas del eje. 
Los estudios comenzaron en enero de 1947. La apertura de la obra tuvo lugar a principios de abril de 1948. La construcción terminó tres años después, en 1951.
La fábrica se inauguró en 1952 después de que Charlotte Perriand y Jean Prouvé equiparan su interior con muebles. 
La fábrica fue catalogada como monumento histórico en 1988. Ha pertenecido a la misma familia desde su construcción.

## Arquitectura
La fábrica está construida en hormigón armado y montada sobre pilotes. El diseño vertical del edificio, inusual para un edificio industrial, surge de la superficie limitada de la planta, la necesidad de almacenar reservas de carbón, estacionar las doscientas bicicletas para el personal y, por último, pero no menos importante, para darle un espacio de trabajo agradable y luminoso. 
El proyecto también fue una oportunidad para que los colaboradores directos del arquitecto (Vladimir Bodiansky y André Wogenscky) experimentaran un parasol que, colgado en la fachada, desempeñaría un papel estético y funcional (reducir la difusión de la luz directa en las estaciones de trabajo y proteger los tejidos con colores frágiles). 
Le Corbusier presenta la "terraza de la azotea" como un lugar esencial de convivencia entre los usuarios de los edificios, ya sean bloques residenciales, oficinas o, en este caso, una fábrica. Por lo tanto, la terraza de la azotea debe combinar usos de tráfico, ocio y reunión. 
La fábrica, terminada antes de la Unidad de Marsella, es también el primer edificio diseñado utilizando el concepto Modulor. Le Corbusier lo había definido como una gama de dimensiones armónicas a escala humana, universalmente aplicable a la arquitectura y la mecánica. Una serie de dibujos que caracterizan el espacio ocupado por un hombre de 6 pies correlacionaba, por ejemplo, una doble serie de números. 
Una estatua ubicada cerca del Gran Pont de Saint-Dié des Vosges, en la entrada de la calle Thiers, recuerda este concepto destinado a unir la proporción áurea y la construcción modular.
La fábrica textil Claude-et-Duval sigue siendo la única impronta del proyecto de reconstrucción del centro de la ciudad de Saint-Dié dirigido por Le Corbusier en 1945-1946. 
Este proyecto global asignaba actividades de producción industrial a un sector de la ciudad; La distancia entre el lugar de trabajo y el hogar de los empleados debía respetar el requisito de distancia máxima de un cuarto de hora a pie. 